# Giáo hội địa phương và nhóm nghi chế Công giáo
Thuật ngữ Giáo hội địa phương (tiếng Latinh: ecclesia particularis) chỉ một cộng đoàn giáo hội gồm các tín hữu được đặt dưới sự lãnh đạo của một giám mục (hoặc tương đương) theo định nghĩa của giáo luật và giáo hội học Công giáo. Nhóm nghi chế, tức một tập hợp gồm nhiều nghi chế phát xuất từ cùng một nguồn gốc (lịch sử hoặc địa phương), thì tùy theo giáo hội địa phương mà vị giám mục (hoặc tương đương) cai quản. Vì vậy, thuật ngữ "giáo hội địa phương" muốn nói đến một tổ chức còn thuật ngữ "nhóm nghi chế" thì ám chỉ cung cách cử hành phụng vụ của giáo hội ấy.
Có hai loại giáo hội địa phương, đó là:
1. Giáo hội địa phương nghi lễ tự lập: là một tập hợp gồm nhiều giáo hội địa phương với truyền thống phụng vụ, linh đạo, thần học và giáo luật đặc trưng.[1] Giáo hội địa phương nghi lễ tự lập lớn nhất trong Giáo hội Công giáo là Giáo hội Latinh. 23 giáo hội địa phương nghi lễ tự lập còn lại là các giáo hội Công giáo Đông phương được đặt dưới quyền lãnh đạo của các giám mục, trong số đó có những vị nắm danh hiệu Thượng phụ, Tổng giáo chủ [en] hay Tổng giám mục thượng quyền [en].
2. Giáo hội địa phương: là một giáo phận (hay địa phận theo truyền thống Đông phương) do một giám mục (hoặc tương đương) lãnh đạo. Các giáo phận thường được gom lại thành một thể chế quốc gia dưới dạng một hội đồng giám mục. Giáo phận có nhiều hình thức tương đương, trong đó có hạt đại diện tông tòa, hạt phủ doãn tông tòa, giáo hạt quân đội, giáo hạt tòng nhân và đan viện tòng thổ.[2]

Nhóm nghi chế cũng có hai loại, đó là:
1. Nhóm nghi chế triều: tức một nhóm nghi chế tùy theo truyền thống của một giáo hội địa phương nghi lễ tự lập. Các lễ chế phụng vụ Công giáo có thể được phân làm 2 nhóm lớn, đó là nhóm nghi chế Latinh thuộc về Giáo hội Latinh và nhóm nghi chế Đông phương thuộc về 23 giáo hội nghi lễ tự lập còn lại
2. Nhóm nghi chế dòng: tức biến thể của một nhóm nghi chế triều và tùy theo một dòng tu nhất định

## Giáo hội

### Danh sách các giáo hội nghi lễ tự lập
|      | Tên                                                 | Thành lập | Nghi chế   | Nhà thờ mẹ                                                                      | Chính thể                                       | Địa phận | Giám mục | Giáo dân      |
| ---- | --------------------------------------------------- | --------- | ---------- | ------------------------------------------------------------------------------- | ----------------------------------------------- | -------- | -------- | ------------- |
|      | Giáo hội Công giáo Copt                             | 1741      | Alexandria | Nhà thờ Chính tòa Đức Mẹ Ai Cập, Cairo, Ai Cập                                  | Địa hạt thượng phụ                              | 8        | 13       | 187.320       |
|      | Giáo hội Công giáo Eritrea                          | 2015      | Alexandria | Nhà thờ chính tòa Kidane Mehret, Asmara, Eritrea                                | Địa hạt tổng giáo chủ                           | 4        | 4        | 167.722       |
|      | Giáo hội Công giáo Ethiopia                         | 1846      | Alexandria | Nhà thờ chính tòa Chúa Cứu thế Chí thánh, Addis Ababa, Ethiopia                 | Địa hạt tổng giáo chủ                           | 4        | 4        | 70.832        |
|      | Giáo hội Công giáo Armenia                          | 1742      | Armenia    | Nhà thờ chính tòa Thánh Elias và thánh Gregorius, Beirut, Liban                 | Địa hạt thượng phụ                              | 18       | 16       | 757.726       |
|      | Giáo hội Công giáo Hy Lạp Albania                   | 1628      | Byzantium  | Nhà thờ đồng chính tòa Đức Maria và Thánh Ludovicus, Vlorë, Albania             | Hạt giám quản tông tòa                          | 1        | 2        | 4.028         |
|      | Giáo hội Công giáo Arbëreshë                        | 1784      | Byzantium  | nhiều                                                                           | không có cấu trúc thống nhất                    | 3        | 2        | 55.812        |
|      | Giáo hội Công giáo Hy Lạp Belarus                   | 1596      | Byzantium  | không có                                                                        | Hạt giám quản tông tòa                          | 0        | 0        | 9.000         |
|      | Giáo hội Công giáo Hy Lạp Bulgaria                  | 1861      | Byzantium  | Nhà thờ chính tòa Đức Mẹ An giấc, Sofia, Bulgaria                               | Địa hạt giám mục                                | 1        | 1        | 10.000        |
|      | Giáo hội Công giáo Hy Lạp Croatia và Serbia(tr1140) | 1611      | Byzantium  | nhiều                                                                           | không có cấu trúc thống nhất                    | 2        | 2        | 42.965        |
|      | Giáo hội Công giáo Hy Lạp Hungary                   | 1912      | Byzantium  | Nhà thờ chính tòa Hajdúdorog, Debrecen, Hungary                                 | Địa hạt tổng giáo chủ                           | 3        | 4        | 262.484       |
|      | Giáo hội Công giáo Byzantium Hy Lạp                 | 1911      | Byzantium  | nhiều                                                                           | không có cấu trúc thống nhất                    | 2        | 2        | 6.016         |
|      | Giáo hội Công giáo Hy Lạp Macedonia                 | 2001      | Byzantium  | Nhà thờ chính tòa Đức Mẹ Mông triệu, Strumica, Bắc Macedonia                    | Địa hạt giám mục                                | 1        | 1        | 11.374        |
|      | Giáo hội Công giáo Hy Lạp Melchite                  | 1726      | Byzantium  | Nhà thờ chính tòa Đức Mẹ An giấc, Damascus, Syria                               | Địa hạt thượng phụ                              | 29       | 35       | 1.568.239     |
|      | Giáo hội Công giáo Hy Lạp Nga                       | 1905      | Byzantium  | không có                                                                        | không có                                        | 2        | 0        | 3.200         |
|      | Giáo hội Công giáo Hy Lạp România                   | 1697      | Byzantium  | Nhà thờ chính tòa Chúa Ba Ngôi, Blaj, România                                   | Địa hạt tổng giám mục thượng quyền              | 7        | 8        | 498.658       |
|      | Giáo hội Công giáo Hy Lạp Ruthenia                  | 1646      | Byzantium  | Nhà thờ chính tòa Công giáo Byzantium Thánh Ioannes Tẩy giả, Pittsburgh, Hoa Kỳ | Địa hạt tổng giáo chủ                           | 6        | 8        | 417.795       |
|      | Giáo hội Công giáo Hy Lạp Slovak                    | 1646      | Byzantium  | Nhà thờ chính tòa Thánh Ioannes Tẩy giả, Prešov, Slovakia                       | Địa hạt tổng giáo chủ                           | 4        | 6        | 211.208       |
|      | Giáo hội Công giáo Ukraina                          | 1595      | Byzantium  | Nhà thờ chính tòa Chúa Kitô Phục sinh, Kyiv, Ukraina                            | Địa hạt tổng giám mục thượng quyền              | 35       | 50       | 4.471.688     |
|      | Giáo hội Công giáo Chaldaea                         | 1552      | Syria Đông | Nhà thờ chính tòa Đức Mẹ Sầu bi, Baghdad, Iraq                                  | Địa hạt thượng phụ                              | 23       | 23       | 628.405       |
|      | Giáo hội Syria Malabar                              | 1552      | Syria Đông | Nhà thờ chính tòa Syria Malabar Đức Maria, Ernakulam, Kerala, Ấn Độ             | Địa hạt tổng giám mục thượng quyền              | 35       | 63       | 4.251.399     |
|      | Giáo hội Maronite                                   | thế kỷ 4  | Syria Tây  | Nhà thờ Bkerke, Bkerke, Liban                                                   | Địa hạt thượng phụ                              | 29       | 50       | 3.498.707     |
|      | Giáo hội Công giáo Syria                            | 1781      | Syria Tây  | Nhà thờ chính tòa Công giáo Syria thánh Paulus, Damascus, Syria                 | Địa hạt thượng phụ                              | 16       | 20       | 195.765       |
|      | Giáo hội Công giáo Syria Malankara                  | 1930      | Syria Tây  | Nhà thờ chính tòa Đức Maria, Pattom, Kerala, Ấn Độ                              | Địa hạt tổng giám mục thượng quyền              | 12       | 14       | 458.015       |
|      | Giáo hội Latinh                                     | thế kỷ 1  | Latinh     | Tổng lãnh vương cung thánh đường Thánh Ioannes in Laterano, Roma, Ý             | Địa hạt thượng phụ                              |          |          | 1.295.000.000 |
|      | Khác                                                |           | một vài    | nhiều                                                                           | Giáo hạt dành cho tín hữu Công giáo Đông phương | 6        | 6        | 47.830        |
| Tổng |                                                     |           |            |                                                                                 |                                                 | 2.851    | 5.304    | ~1,313 tỷ     |

### Giáo hội học
Theo giáo hội học Công giáo, giáo hội là một cộng đoàn các Kitô hữu được tổ chức theo thứ bậc, và trải rộng khắp thế giới (tức Giáo hội Công giáo) hay khắp một phần lãnh thổ (tức giáo hội địa phương). Giáo hội là bí tích Nhiệm thể Chúa Kitô trên trần gian khi nó có một vị thủ lãnh và các thành viên. Đức Kitô thủ lãnh hiện diện cách bí tích nơi hàng giáo phẩm – đó là các giám mục, linh mục và phó tế. Giám mục giáo phận, với sự cộng tác của linh mục đoàn và các phó tế, thực hiện chức vụ giảng dạy đức tin, thánh hóa và lãnh đạo các tín hữu thuộc quyền mình (Mt 28:19–20; Tt 1:4–9). Vì thế, giáo hội hiện diện bí tích cách trọn vẹn (như một dấu chỉ) ở những nơi có một giám mục (dấu chỉ Chúa Kitô thủ lãnh) và những người giúp việc cho vị giám mục ấy, cùng các Kitô hữu (dấu chỉ Thân mình Chúa Kitô). Từ đó suy ra được mỗi một giáo phận là một giáo hội địa phương.
Trên bình diện toàn cầu, Chúa Kitô thủ lãnh hiện diện cách bí tích nơi Giáo tông, và để có thể tham gia Giáo hội Công giáo, các giáo hội địa phương hay giáo hội địa phương nghi lễ tự lập phải hiệp thông trọn vẹn với vị giáo tông. Nhờ hiệp thông với thánh Petrus Tông đồ cùng các người kế vị ngài, Giáo hội trở nên bí tích cứu độ phổ quát cho đến tận thế.
Trong Giáo hội Công giáo tồn tại nhiều giáo hội nghi lễ tự lập, tức là tập hợp các giáo hội địa phương có chung di sản phụng vụ, thần học, linh đạo và giáo luật, đặc trưng bởi hoàn cảnh văn hóa và lịch sử. Các giáo hội nghi lễ tự lập, tuy có cho mình di sản đặc thù, đều hiệp thông trọn vẹn với Giáo tông ở Roma.
Khác với các "gia đình giáo hội" hay "liên minh giáo hội" được thiết lập ngang qua sự công nhận lẫn nhau giữa nhiều giáo hội riêng biệt, Giáo hội Công giáo là một giáo hội duy nhất (hiệp thông trọn vẹn, một Thân thể duy nhất) được cấu thành từ nhiều giáo hội địa phương, và mỗi một giáo hội địa phương lại là hiện thân trọn vẹn của Giáo hội Công giáo duy nhất. Các giáo hội địa phương của Giáo hội Công giáo (hoặc là giáo hội nghi lễ tự lập, hoặc là giáo hội địa phương thông thường) không đơn giản chỉ là các chi nhánh, phân khu của một tổ chức lớn hơn, mà theo định nghĩa của thần học, mỗi một giáo hội ấy được coi là hiện thân của Giáo hội Công giáo duy nhất, trọn vẹn tại một địa phương hoặc cho một cộng đoàn tín hữu nhất định.

### Trích dẫn
1. ↑  "Orientalium Ecclesiarum". Augustinô.
2. ↑  Trong các Giáo Hội địa phương và từ các Giáo Hội địa phương hiện hữu một Giáo Hội Công Giáo duy nhất; các Giáo Hội địa phương ám chỉ trước hết là các giáo phận và, nếu không định rõ cách khác, tương đương với giáo phận là hạt giám chức tòng thổ và đan viện tòng thổ, hạt đại diện tông tòa và hạt phủ doãn tông tòa, cũng như hạt giám quản tông tòa được thiết lập cách cố định. (Bộ Giáo luật 1983, Điều 368)
3. ↑  "Erezione della Chiesa Metropolitana sui iuris eritrea e nomina del primo Metropolita". Holy See Press Office. ngày 19 tháng 1 năm 2015. Truy cập ngày 19 tháng 1 năm 2015.
4. ↑  "Apostolic Administration of Southern Albania, Albania (Albanese Rite)". gcatholic.org. Truy cập ngày 9 tháng 7 năm 2019.
5. ↑  "Belarussian Church (Catholic)". gcatholic.org. Truy cập ngày 9 tháng 7 năm 2019.
6. ↑  Catholic Church (2012). Annuario Pontificio. Libreria Editrice Vaticana. ISBN 978-88-209-8722-0.
7. ↑  "Catholic Culture Church Definition". CatholicCulture.org. Lưu trữ bản gốc ngày 30 tháng 12 năm 2011. Truy cập ngày 14 tháng 2 năm 2011.
8. ↑  "Catholic Encyclopedia: Hierarchy". New Advent. 1910. Truy cập ngày 15 tháng 2 năm 2011.
9. ↑  "The Hierarchy of the Catholic Church". Catholic-Hierarchy.org. Truy cập ngày 14 tháng 2 năm 2011.
10. ↑  "Catholic Encyclopedia: Mystical Body of the Church". New Advent. 1911. Truy cập ngày 14 tháng 2 năm 2011.
11. ↑  "Catholic Rites and Churches". EWTN. ngày 22 tháng 8 năm 2007. Bản gốc lưu trữ ngày 22 tháng 5 năm 2011. Truy cập ngày 14 tháng 2 năm 2011.
12. ↑  "Letter to the Bishops of the Catholic Church on some aspects of the Church understood as communion". Joseph Cardinal Ratzinger. Truy cập ngày 14 tháng 2 năm 2011.
13. ↑  "Catholic Rites and Churches". EWTN. ngày 22 tháng 8 năm 2007. Bản gốc lưu trữ ngày 22 tháng 5 năm 2011. Truy cập ngày 14 tháng 2 năm 2011.
14. ↑  Một nhóm các Kitô hữu được liên kết theo hệ thống thứ bậc được quy định bởi luật pháp và được quyền bính tối cao của Giáo hội mặc nhiên thừa nhận ngang qua Bộ luật này thì được gọi là một giáo hội nghi lễ tự lập. (Bộ Giáo luật các Giáo hội Đông phương, Điều 27)
15. ↑  Chính nhờ và trong các giáo hội này mà có một Giáo hội Gông giáo duy nhất. (Hiến chế Lumen gentium, Điều 23)
16. ↑  "Mỗi một giáo hội địa phương, trong mức độ các giáo hội ấy 'thuộc về Giáo Hội duy nhất của Chúa Kitô' (Công đồng Vaticano II: Sắc lệnh Christus Dominus, Số 6, Đoạn c), có mối quan hệ nội thuộc lẫn nhau cách đặc biệt với cái toàn thể, nghĩa là với Giáo hội hoàn vũ, vì trong mỗi một giáo hội địa phương, 'giáo hội duy nhất, thánh thiện, công giáo và tông truyền của Chúa Kitô thật sự hiện diện và hành động' (Công đồng Vaticano II: Sắc lệnh Christus Dominus, Số 11, Đoạn a). Vì lẽ đó, giáo hội hoàn vũ không thể được coi là tổng thể các giáo hội địa phương, hay là liên minh các giáo hội địa phương. Giáo hội hoàn vũ không là hệ quả của sự hiệp thông giữa các giáo hội địa phương, nhưng – trong mầu nhiệm cốt yếu của Giáo hội – là thực tại có trước mỗi một giáo hội địa phương theo chiều kích hữu thể học và chiều kích thời gian" (Thư Communionis notio, Mục 9).